# Muestra Internacional de Danza Contemporánea en Guadalajara
La Muestra Internacional de Danza Contemporánea en Guadalajara es llevada a cabo durante los meses de julio y agosto en la ciudad de Guadalajara, México se lleva a cabo desde el año 2002, con la participación de grupos de danza contemporánea de importante trayectoria a nivel nacional e internacional. Constituye una extensión del circuito dancístico mundial y lo organiza la Oficialía Mayor de cultura del ayuntamiento de Guadalajara.
- Datos: Q6025871